# 王楚欽
王 楚欽（おう・そきん、ワン・チューチン、簡体字：王 楚钦、2000年5月11日 - ）は中国の卓球選手。アルゼンチンのブエノスアイレスで開催された2018ユースオリンピックで男子シングルスと混合ダブルスの金メダルを獲得した。

## 経歴
2018年5月、世界選手権男子団体で優勝し、初めての金メダルを獲得した。
2019年4月、世界選手権男子ダブルスで馬龍と組んで優勝し、個人戦初めての金メダルを獲得した。
2019年、試合中の問題行動（ラケット投げ）を巡って、中国卓球協会から3か月の大会出場停止処分を課されたことがある。
2021年5月、東京オリンピックの中国代表チームの補欠に選ばれた。
2021年11月の世界選手権では3種目に出場し、混合ダブルスでは孫穎莎とともに初優勝を果たした。樊振東と組んだ男子ダブルスはベスト8、男子シングルスはともにベスト16まで進出するが、準々決勝でダブルスはスウェーデンのペアに2−3で、シングルスは4回戦で樊振東に2−4で敗れたため、ダブルスは２大会連続のメダルを、シングルスは初のメダルを逃した。
2022年4月、先輩の梁靖崑と歌手の邵帥とのユニット曲 ｢吉林的风吹过唐山吹到了河南｣ をリリース。
2023年5月、世界選手権混合ダブルスで孫穎莎とともに2連覇を達成。さらに男子ダブルスで樊振東とともに優勝し、個人として2度目の優勝。男子シングルスでも準決勝でシングルス3連覇を達成している馬龍を4−1で破り初の決勝に進出するが、決勝で前回王者の樊振東に2−4で敗れ準優勝に終わり、3冠達成とはならなかった。
2023年7月、これまで3年近く世界ランキング1位だった樊振東を抜き、初めて1位となるが、翌週抜かし返され2位に戻る。
2024年1月、WTTファイナルズドーハで樊振東をストレートで下し男子シングルス優勝。
2024年3月、シンガポールスマッシュ男子シングルス、混合ダブルス優勝。
2024年3月、樊振東を再び抜き、卓球世界ランキング1位となる。
2024年5月、サウジアラビアスマッシュ混合ダブルス、男子ダブルス、男子シングルスで優勝し3冠を達成。
2024年7月、パリオリンピックにてペアの孫穎莎とともに中国史上初の混合ダブルス金メダルを獲得。
2024年10月、チャイナスマッシュ男子ダブルス優勝。
2025年2月、シンガポールスマッシュ男子ダブルス優勝。
2025年5月、世界選手権混合ダブルスで孫穎莎とともにペアとして史上2組目となる3連覇を達成。さらに、男子シングルスで初優勝を果たし、中国史上初の左利きの選手として世界王者になった。

## 主な戦績
2017年
- アジアジュニア卓球選手権 男子団体 優勝
- アジアジュニア卓球選手権 男子シングルス 優勝
- アジアジュニア卓球選手権 混合ダブルス 優勝(孫穎莎ペア)
- 世界ジュニア卓球選手権 男子団体　優勝
- 世界ジュニア卓球選手権 男子ダブルス 優勝 (薛飛ペア)

2018年
- ユースオリンピック 男子シングルス 優勝
- ユースオリンピック 混合ダブルス 優勝(孫穎莎ペア)
- ITTFワールドツアーハンガリーオープン　男子シングルス 準優勝
- 世界卓球選手権男子団体 優勝
- アジア卓球選手権 男子団体 優勝

2019年
- ITTFワールドツアーハンガリーオープン 男子シングルス 準優勝
- 世界卓球選手権 男子ダブルス 優勝(馬龍ペア)
- ITTFワールドツアーオーストラリアオープン　男子シングルス 準優勝
- アジア卓球選手権 混合ダブルス 準優勝(孫穎莎ペア)
- ITTFワールドツアースウェーデンオープン 男子シングルス 優勝

2021年
- WTTコンテンダーラシュコ 混合ダブルス 優勝(王艺迪ペア)
- WTTコンテンダーノボメスト 混合ダブルス 優勝(王艺迪ペア)
- WTTコンテンダーノボメスト 男子ダブルス 優勝(梁靖崑ペア)
- WTTコンテンダーノボメスト　男子シングルス 準優勝
- 世界卓球選手権 混合ダブルス 優勝(孫穎莎ペア)
- 世界卓球選手権 男子ダブルス 準優勝(樊振東ペア)

2022年
- WTTマカオ(エキシビション) 男子シングルス 優勝
- WTTコンテンダーマスカット2022 混合ダブルス 優勝(陳幸同ペア)
- シンガポールスマッシュ2022 男子ダブルス 優勝(樊振東ペア)
- シンガポールスマッシュ2022 混合ダブルス 優勝(孫穎莎ペア)
- WTTスターコンテンダーヨーロピアンサマーシリーズ2022 混合ダブルス 優勝(王曼昱ペア)
- WTTスターコンテンダーヨーロピアンサマーシリーズ2022 男子シングルス 優勝
- 世界卓球選手権 男子団体 優勝
- WTTチャンピオンズマカオ2022 男子シングルス 優勝
- WTTカップファイナルズ新郷2022 中国 男子シングルス 優勝

2023年
- シンガポールスマッシュ2023 男子ダブルス 優勝(樊振東ペア)
- シンガポールスマッシュ2023 混合ダブルス 優勝(孫穎莎ペア)
- WTTチャンピオンズマカオ2023 男子シングルス 優勝
- 世界卓球選手権 男子シングルス 準優勝
- 世界卓球選手権 男子ダブルス 優勝(樊振東ペア)
- 世界卓球選手権 混合ダブルス 優勝(孫穎莎ペア)
- WTTコンテンダーザグレブ2023 混合ダブルス 優勝(孫穎莎ペア)
- WTTスターコンテンダーリュブリャナ2023 混合ダブルス 優勝(孫穎莎ペア)
- WTTスターコンテンダーリュブリャナ2023 男子シングルス 準優勝
- アジア卓球選手権 男子団体 優勝
- アジア卓球選手権 男子ダブルス 準優勝(馬龍ペア)
- WTTスターコンテンダー蘭州2023 男子シングルス 優勝
- ワールドカップ成都2023 混合団体 優勝

2024年
- WTTファイナルズドーハ2023 男子シングルス 優勝
- 世界卓球選手権 男子団体 優勝
- シンガポールスマッシュ2024 男子シングルス優勝
- シンガポールスマッシュ2024 混合ダブルス 優勝(孫穎莎ペア)
- ワールドカップマカオ2024 男子シングルス 3位
- サウジスマッシュ2024 男子シングルス 優勝
- サウジスマッシュ2024 男子ダブルス 優勝(馬龍ペア)
- サウジスマッシュ2024 混合ダブルス 優勝(孫穎莎ペア)
- パリオリンピック 混合ダブルス 優勝(孫穎莎ペア)
- パリオリンピック 男子団体 優勝
- チャイナスマッシュ2024 男子ダブルス 優勝(梁靖崑ペア)
- アジア卓球選手権 男子団体 優勝
- ワールドカップ成都2024 混合団体 優勝
- WTTファイナルズ福岡2024 男子シングルス 優勝

2025年
- シンガポールスマッシュ2025  男子ダブルス 優勝(林詩棟ペア)
- アジアカップ　男子シングルス 優勝
- ワールドカップマカオ2025 男子シングルス 3位
- 第58回世界卓球選手権個人戦 混合ダブルス 優勝(孫穎莎ペア)
- 第58回世界卓球選手権個人戦 男子シングルス 優勝
- USスマッシュ2025 男子シングルス 優勝